# Earl of Lauderdale

Wappen des Earl of Lauderdale

Earl of Lauderdale ist ein erblicher britischer Adelstitel in der Peerage of Scotland. 
Historischer Stammsitz der Earls war Thirlestane Castle, nahe Lauder in Schottland. Der heutige Earl lebt in Edinburgh und London.
Der Earl of Lauderdale hat auch das erbliche Hofamt des Bearer of the National Flag of Scotland inne und ist damit berechtigt die Flagge Schottlands (weißes Andreaskreuz auf blauem Grund) bei Prozessionen vor dem britischen Monarchen zu tragen.

## Verleihung, weitere und nachgeordnete Titel
Der Titel wurde am 14. März 1624 an John Maitland, 1. Viscount of Lauderdale, verliehen. Zusammen mit der Earlswürde wurden ihm die nachgeordneten Titel Viscount Maitland und Lord Thirlestane and Boltoun verliehen. Bereits am 2. April 1616 war er zum Viscount of Lauderdale erhoben worden und bereits 1595 hatte er von seinem Vater den Titel Lords Maitland, of Thirlestane, geerbt, der diesem am 17. Mai 1590
verliehen worden war. Alle genannten Titel gehören zur Peerage of Scotland.
Sein Sohn, der 2. Earl, wurde am 1. Mai 1672 in der Peerage of Scotland auch zum Duke of Lauderdale erhoben. Zudem wurden ihm am 25. Juni 1674 in der Peerage of England die Titel Earl of Guilford und Baron Petersham verliehen. Da der erste Duke am 24. August 1682 kinderlos starb, erloschen diese drei Titel und die übrigen Titel gingen auf seinen Bruder Charles als 3. Earl of Lauderdale über.
Dessen zweiter Sohn, der 1695 seinen älteren Bruder als 5. Earl beerbte, war am 18. November 1680 in der Baronetage of Nova Scotia zum Baronet, of Ravelrig in the County of Midlothian, erhoben worden. Dieser Titel ist seither ebenfalls ein nachgeordneter Titel des jeweiligen Earls.
Dessen Urenkel, dem 8. Earl, wurde am 22. Februar 1806 in der Peerage of the United Kingdom auch der nachgeordnete Titel Baron Lauderdale, of Thirlestane in the County of Berwick, verliehen. Dieser erlosch beim kinderlosen Tod seines jüngeren Sohnes des 10. Earls am 22. März 1863.
Der Titelerbe (Heir apparent) des jeweiligen Earls verwendet gewöhnlich den Höflichkeitstitel Viscount Maitland. Alternativ findet auch der Höflichkeitstitel Master of Lauderdale Verwendung.

## Liste der Lords Maitland und Earls of Lauderdale

### Lords Maitland (1590)
- John Maitland, 1. Lord Maitland (1537–1595)
- John Maitland, 2. Lord Maitland († 1645) (wurde 1624 Earl of Lauderdale erhoben)

### Earls of Lauderdale (1624)
- John Maitland, 1. Earl of Lauderdale († 1645)
- John Maitland, 1. Duke of Lauderdale, 2. Earl of Lauderdale (1616–1682)
- Charles Maitland, 3. Earl of Lauderdale († 1691)
- Richard Maitland, 4. Earl of Lauderdale († 1695)
- John Maitland, 5. Earl of Lauderdale († 1710)
- Charles Maitland, 6. Earl of Lauderdale († 1744)
- James Maitland, 7. Earl of Lauderdale (1718–1789)
- James Maitland, 8. Earl of Lauderdale (1759–1839)
- James Maitland, 9. Earl of Lauderdale (1784–1860)
- Anthony Maitland, 10. Earl of Lauderdale (1785–1863)
- Thomas Maitland, 11. Earl of Lauderdale (1803–1878)
- Charles Barclay-Maitland, 12. Earl of Lauderdale (1822–1884)
- Frederick Maitland, 13. Earl of Lauderdale (1840–1924)
- Frederick Maitland, 14. Earl of Lauderdale (1868–1931)
- Ian Maitland, 15. Earl of Lauderdale (1891–1953)
- Alfred Maitland, 16. Earl of Lauderdale (1904–1968)
- Patrick Maitland, 17. Earl of Lauderdale (1911–2008)
- Ian Maitland, 18. Earl of Lauderdale (* 1937)

Heir apparent ist der Sohn des aktuellen Earls, John Douglas Maitland, Viscount Maitland (* 1965).